# Lipa pri Frankolovem
Lipa pri Frankolovem este o localitate din comuna Vojnik, Slovenia, cu o populație de 157 de locuitori.